# 1944 au Manitoba
Chronologie du Manitoba
- 1940
- 1941
- 1942
- 1943
- 1944
- 1945
- 1946
- 1947
- 1948

Cette page concerne des événements d'actualité qui se sont produits durant l'année 1944 dans la province canadienne du Manitoba.

## Politique
- Premier ministre : Stuart Garson
- Chef de l'Opposition :
- Lieutenant-gouverneur : Roland Fairbairn McWilliams
- Législature :

## Naissances
- Philip S. Lee (né en 1944 à Hong Kong en Chine) il est le 24e lieutenant-gouverneur du Manitoba depuis le 4 août 2009. Il était membre de l'Ordre du Canada en 1999 et de la reine Golden Jubilee Medal en 2002.

- 29 mars : Terry Jacks (né à Winnipeg) est un chanteur, compositeur, producteur de musique et environnementaliste canadien. Il est principalement connu pour son succès musical de 1974, Season in the Sun, adaptation d'une chanson de Jacques Brel : Le Moribond.

- 20 septembre : Phil Fontaine est un homme politique canadien. Il est né au Manitoba dans la nation Sagkeeng et sa langue maternelle est l'ojibwé. Il est diplômé en science politique de l'université du Manitoba[1]. Il a dirigé l'Assemblée des Premières Nations de 1997 à 2000 puis de 2003 à 2009.